# Естонска Совјетска Социјалистичка Република
Естонска Совјетска Социјалистичка Република (ест. Eesti Nõukogude Sotsialistlik Vabariik; рус. Эстонская Советская Социалистическая Республика) је била једна од република Совјетског Савеза. Естонска ССР је првобитно основана на територији Републике Естоније 21. јула 1940, после инвазије совјетских трупа 17. јуна 1940. године и инсталирања марионетске владе уз подршку Совјетског Савеза, која је прогласила Естонију као совјетску државу. Естонска РСБ касније је инкорпорирана у СССР 9. августа 1940. године. Ова територија је била окупирана од стране нацистичке Немачке од 1941. до 1944. године.
Већина земаља нису признале инкорпорацију Естоније де јуре, него само де факто њену совјетску владу, ако и то. Многе земље наставиле су да признају естонске дипломате и конзуле, који су још увек деловали у име своје бивше владе. Ова политика непризнавања дала је право на признавање легалног континуитета по којему је Естонија де јуре била независна у периоду 1940—1991. године.
Независност Републике Естоније је успостављена 20. августа 1991. године.

## Функционери Естонске ССР

### Председници
- Председник Президијума Врховног совјета
  - Јоханес Варес (25. август 1940 — 29. новембар 1946; у егзилу у Руској СФСР од 1941. до септембра 1944)
  - Нигол Андресен, в. д. (29. новембар 1946 — 5. март 1947)
  - Едвард Пел (5. март 1947 — 4. јул 1950)
  - Аугуст Јакобсон (4. јул 1950 — 4. фебруар 1958)
  - Јохан Ајхфелд (4. фебруар 1958 — 12. октобар 1961)
  - Алексеј Мирисеп (12. октобар 1961 — 7. октобар 1970)
  - Александер Ансберг, в. д. (7. октобар 1970 — 22. децембар 1970)
  - Артур Вадер (22. децембар 1970 — 25. мај 1978)
  - Мета Ванас, в. д. (25. мај 1978 — 26. јул 1978)
  - Јоханес Кебин (26. јул 1978 — 8. април 1983)
  - Арнолд Рител (8. април 1983 — 29. март 1990)
- Председник Врховног совјета
  - Арнолд Рител (29. март 1990 — 8. мај 1990)

### Премијери
- Председник Совјета народних комесара
  - Јоханес Лауристин (25. август 1940 — 28. август 1941)
  - испражњено (28. август 1941 — 17. јун 1942)
  - Оскар Сепре, в. д. (17. јун 1942 — 26. септембар 1944; у егзилу у Руској СФСР од 1941. до септембра 1944)
  - Арнолд Вајмер (28. септембар 1944 — 25. март 1946)
- Председник Савета министара
  - Арнолд Вајмер (25. март 1946 — 29. март 1951)
  - Алексеј Мирисеп (29. март 1951 — 12. октобар 1961)
  - Валтер Клаусон (12. октобар 1961 — 18. јануар 1984)
  - Бруно Саул (18. јануар 1984 — 16. новембар 1988)
  - Индрек Туме (16. новембар 1988 — 3. април 1990)[1]